# 文吉鬼面蟹
文吉鬼面蟹（學名：Nobilum wenchii）是種已滅絕的關公蟹科的物種，生存在中新世晚期到上新世的淺海中。
與文吉長臂蟹以及水順輪轉蟹合稱為「薛氏蟹化石」。